# Шумы (Чувашия)
Шу́мы (чув. Шумы) — опустевший посёлок Алатырского района Чувашской Республики. Относится к Иваньково-Ленинскому сельскому поселению.

## География
Посёлок расположен в 32 км к юго-востоку от районного центра Алатыря и в 20 км к востоку от центра поселения. Ближайшая железнодорожная станция — Алатырь. Посёлок находится в верховьях реки Кичерла.

## История
Шумовский винокуренный завод возник в середине XIX века. Первоначальное население посёлка при заводе — русские помещичьи крестьяне князей Куракиных, Хрущевых. Кроме работы на заводе, они занимались земледелием, животноводством и пчеловодством. В начале XX века действовал лесопильный завод. В 1920-х годах жители также занимались подсочкой смолы, заготовкой сосновой клёпки, железнодорожных шпал, производством деревянной тары и изделий конного обоза. С 1930 года образован колхоз «Трудовик» совместно с селом Сойгино. С 2000-х годов посёлок опустел.

### Административная принадлежность
До 1920 года посёлок относился к Шамкинской волости Буинского уезда, с 1921 года — к той же волости Батыревского уезда. С 1927 года — в Алатырском районе. В 1927–28 и 1935–54 годах в Сойгинском сельсовете, в 1928–35 и 1954–57 годах — в Новоайбесинском сельсовете;
в 1957–2004 годах — в Соловьёвском поссовете.

## Население
| 1859 | 1880 | 1897 | 1926 | 1939 | 2002 | 2010 |
| ---- | ---- | ---- | ---- | ---- | ---- | ---- |
| 57   | ↗108 | ↘56  | ↘34  | ↗51  | ↘24  | ↘0   |
| 2012 |      |      |      |      |      |      |
| →0   |      |      |      |      |      |      |

Число дворов и жителей:
- 1859 — 7 дворов, 27 мужчин, 30 женщин[5].
- 1880 — 18 дворов, 55 мужчин, 53 женщины.
- 1897 — 13 дворов, 27 мужчин, 29 женщин.
- 1926 — 8 дворов, 18 мужчин, 16 женщин.
- 1939 — 25 мужчин, 26 женщин.
- 1979 — 55 мужчин, 72 женщины.
- 2002 — 10 дворов, 24 человека: 14 мужчин, 10 женщин (67% русских, 29% чувашей)[6].
- 2010 — постоянных жителей нет[2].